# Hotel Limmathof

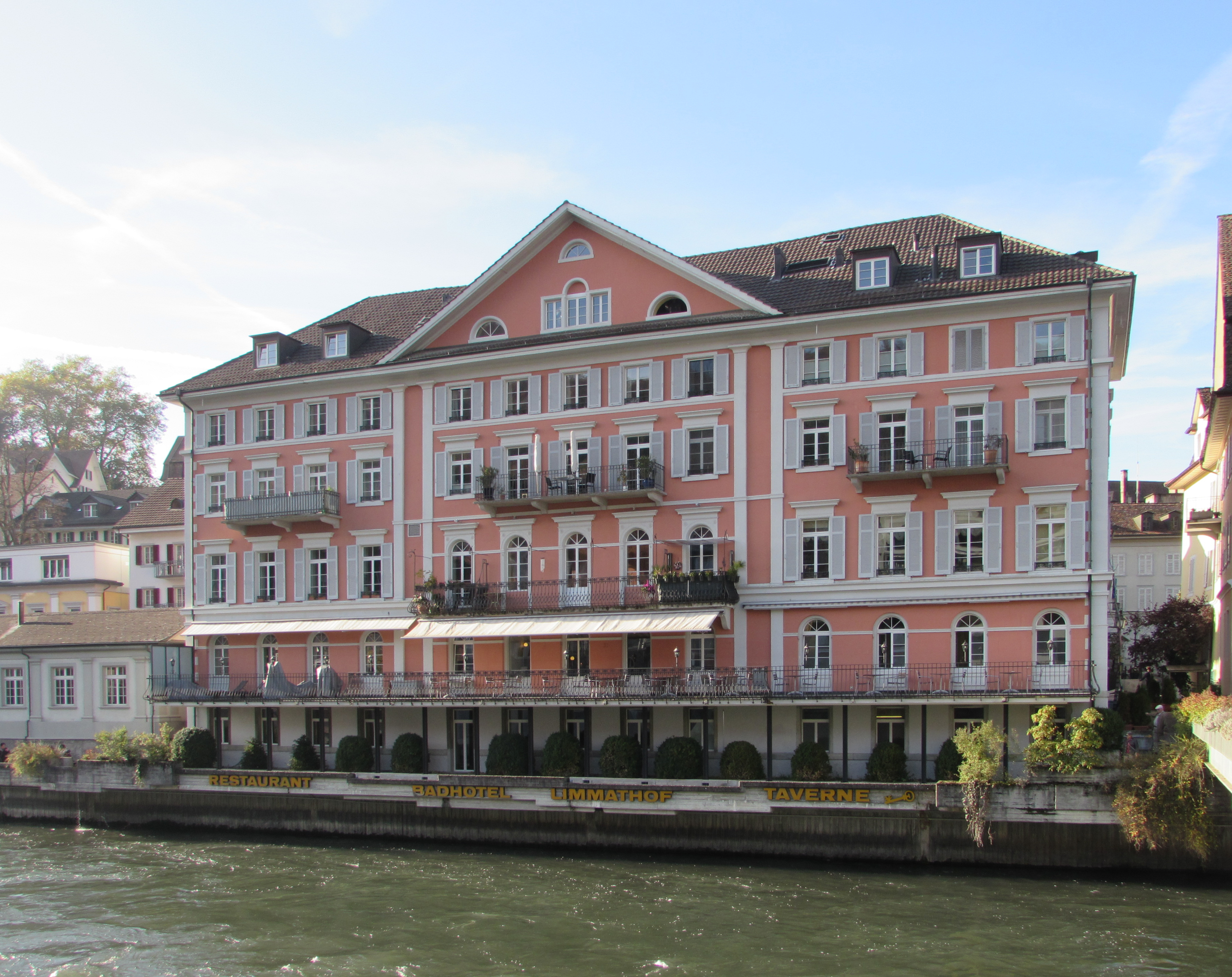
Hotel Limmathof

Das Hotel Limmathof ist ein ehemaliges Hotel in Baden im Kanton Aargau. Es steht an der Limmatpromenade im Bäderquartier, unmittelbar am Ufer der Limmat. Das denkmalgeschützte Gebäude ist ein Kulturgut von regionaler Bedeutung und ein herausragendes Beispiel der Schweizer Bäderarchitektur des 19. Jahrhunderts.

## Gebäude

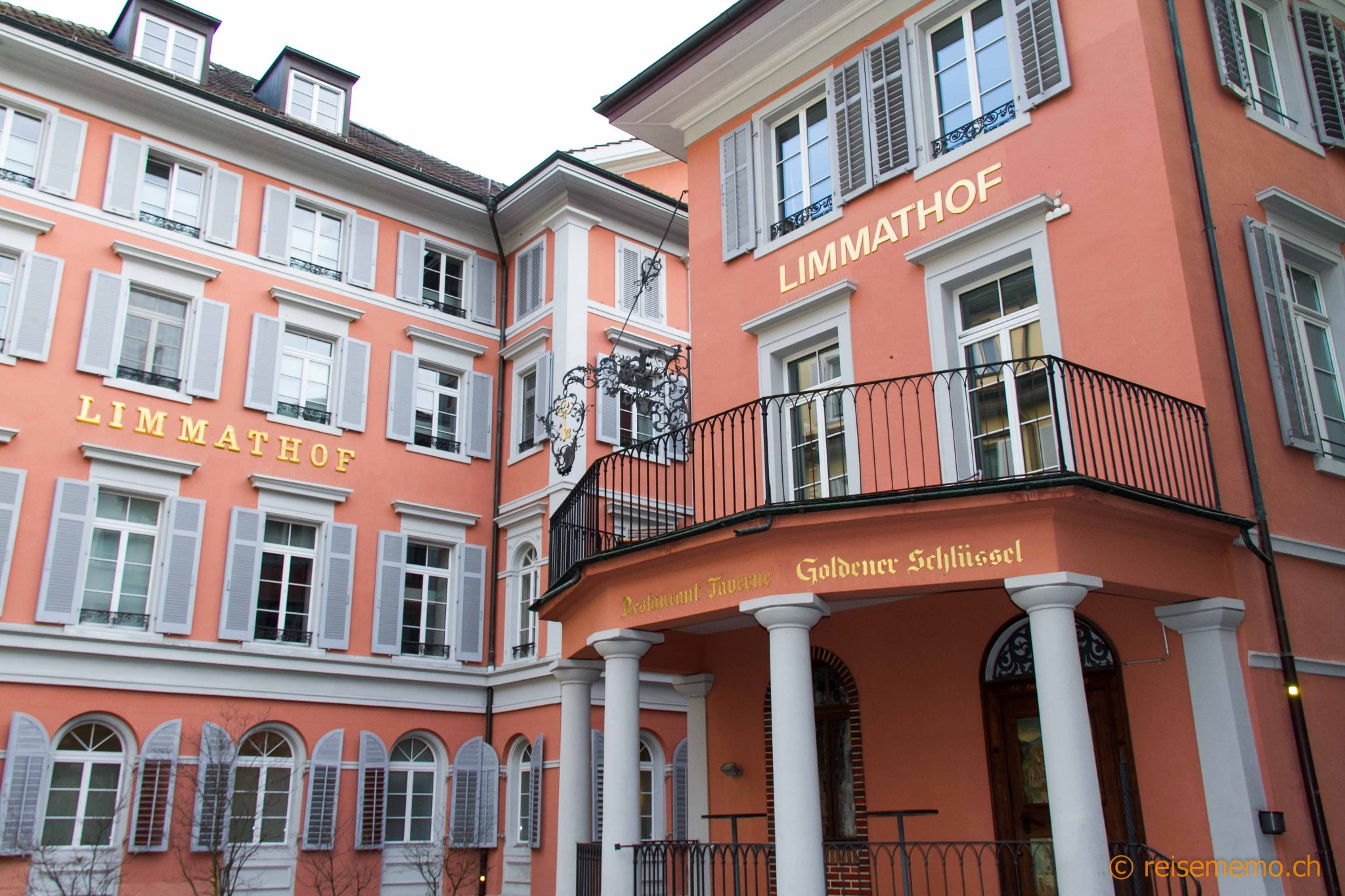
Hauptgebäude (links) und Dependance mit Wirtshausschild

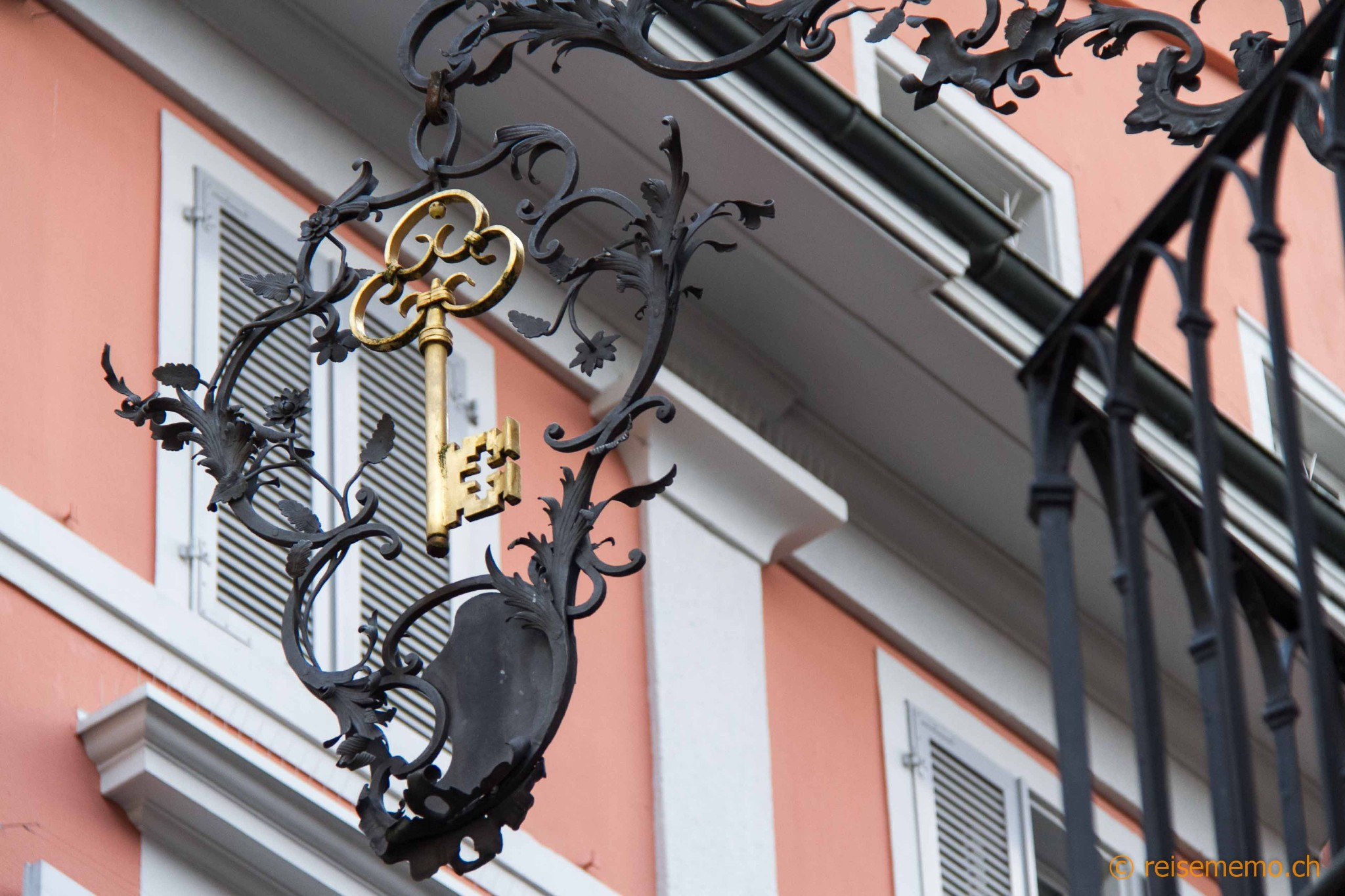
Schlüsselemblem

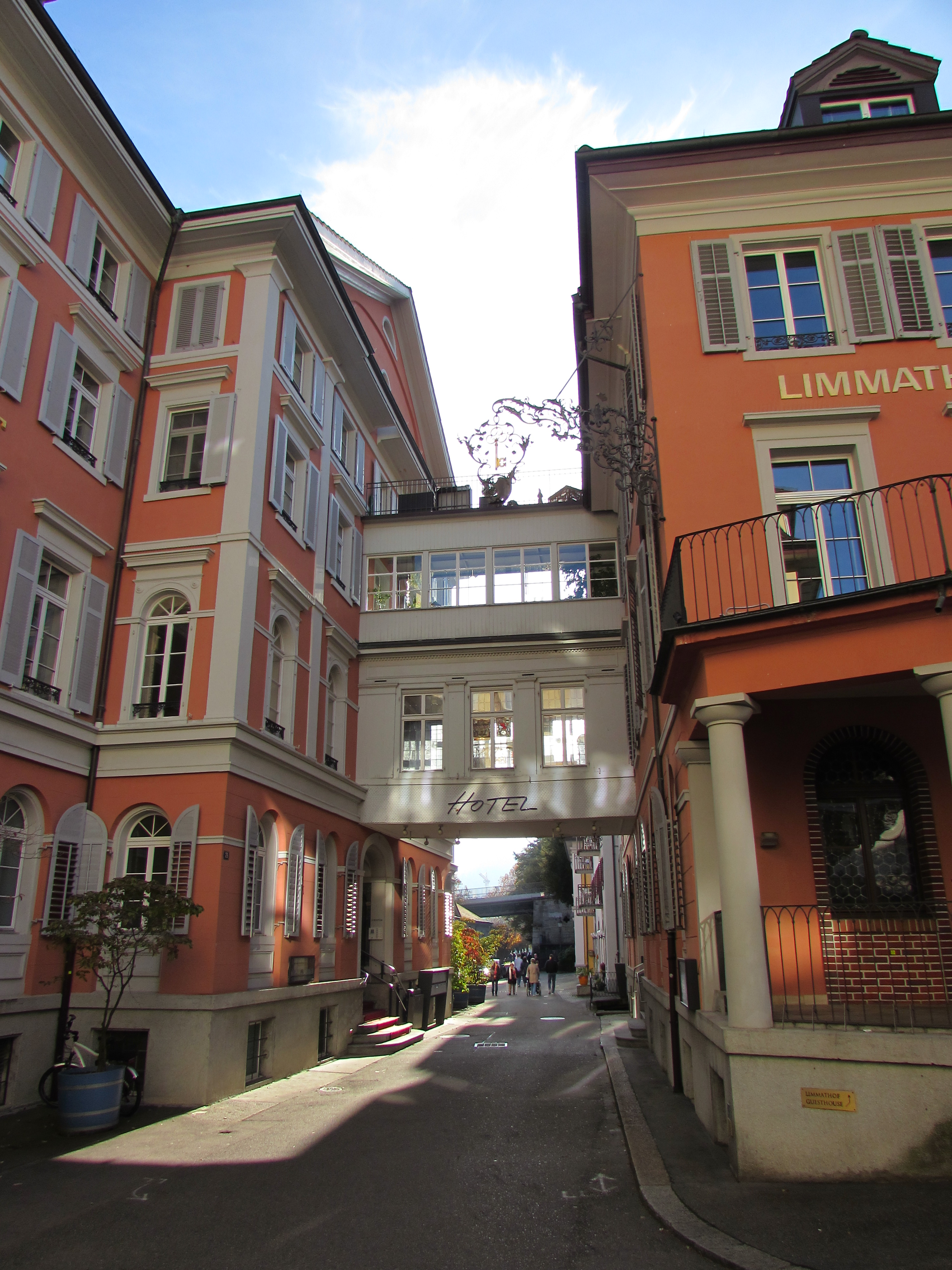
Verbindungsgalerie

Das mächtig wirkende, streng klassizistische Gebäude steht zwischen dem Mercier-Steg und dem früheren Inhalatorium. Mit einer Höhe von 21 Metern prägt es die Silhouette des Bäderquartiers an entscheidender Stelle. Dazu trägt insbesondere die auf den Fluss ausgerichtete Schaufront bei, die aus dreizehn symmetrischen Fensterachsen, einem markanten Quergiebel und einem Walmdach besteht. Die vier Stockwerke erheben sich über einem Sockelgeschoss.
Das Sockelgeschoss, das die hoteleigenen Bäder enthält, liegt auf der flussabgewandten Seite unterirdisch, während es sich zur tiefer liegenden Flussseite hin als Parterre mit grossen Rechteckfenstern öffnet. Ein kräftiges Gurtgesims trennt es von den zwei mittleren Geschossen. Ein weiteres Gurtgesims erstreckt sich zwischen dem dritten und vierten Stockwerk. Doppelte Lisenen grenzen die fünf mittleren Achsen ab, die zusammen mit dem Quergiebel einen Risalit bilden. Das Giebelfeld wird mit Serliana und Lünettenfenstern hervorgehoben. Feine Quadrierungen zeichnen die Gebäudekanten aus. Dem ersten Stockwerk entlang zieht sich eine Terrasse (Baujahr 1910, im Jahr 1965 auf die gesamte Breite verlängert). Die gegen Kurplatz und Limmatpromenade gewandte Rückseite ist ähnlich gegliedert, wobei die Mittelpartie einen zusätzlichen Risalit aufweist. Insgesamt entspricht die Formensprache jener einer kleinen Villa, die in einen grossen Massstab übertragen wurde.
Über die Limmatpromenade hinweg führt eine zweistöckige Verbindungsgalerie zur Dependance. Sie besitzt eine eingeschindelte Sockelzone, toskanische Holzpilaster und einen Zahnschnitt. Daran hängt ein schmiedeeisernes Tavernenschild aus der Mitte des 18. Jahrhunderts. Die Ostfassade der Dependance ist fast ein Spiegelbild der Westfassade des Limmathofs, ausser dass das Gebäude ein Stockwerk niedriger ist und die Flügelbauten lediglich einachsig sind. An der schmalen Nordseite, dem Kurplatz zugewandt, ist ein polygonaler Balkon über vier dorische Säulen und eine als Portikus gestaltete Terrasse angebaut. An einem kunstvoll geschmiedeten Rokoko-Träger hängt ein Schlüsselemblem aus der Zeit um 1770, das aber erst 1960 am Gebäude angebracht wurde.

## Geschichte
Vorläufer des Limmathofs war das Gasthaus «zum Schlüssel», bestehend aus zwei parallelen, miteinander verbundenen Trakten. Das Gasthaus hatte zwar keine eigenen Bäder, besass aber ab 1377 als einzige Herberge in der Bädersiedlung das Privileg, Laufkundschaft und Gäste anderer Häuser zu bewirten. Von 1404 bis 1647 war der Schlüssel im Besitz der Stadt. Die bereits seit dem späten 15. Jahrhundert bekannte Limmatquelle ergoss sich direkt in den Fluss und wurde im Winter 1828/29 auf Veranlassung des Kantons gefasst. Der damalige Besitzer des Gasthauses, Stadtrat Bartholomäus Nieriker, machte erfolgreich Ansprüche auf das gewonnene Thermalwasser geltend. 1833 plante er einen Hotelneubau, was heftigen Widerspruch der Badewirte in Ennetbaden hervorrief. Nach Intervention der kantonalen Baukommission nahm Kantonsbaumeister Franz Heinrich Hemmann eine umfangreiche Überarbeitung des Projekts vor. Nach relativ kurzer Bauzeit wurde der Neubau im Frühjahr 1834 vollendet und als Hotel Limmathof eröffnet.
Nieriker liess 1846 auf der anderen Strassenseite die Limmathof-Dependance mit der Taverne «zum goldenen Schlüssel» errichten, mitsamt Verbindungsgalerie. 1910 erfolgte ein substanzieller Umbau des Hotels, weitere kleinere Umbauten kamen zwischen 1956 und 1972 hinzu. Das Foyer im Erdgeschoss und der Saal im ersten Obergeschoss wurden 1987 restauriert. Das Äussere des Limmathofs und die genannten Innenräume stehen seit 1989 unter Denkmalschutz. Das Hotel stand in den 1990er Jahren leer und wurde 2000/01 umgebaut. Dabei restaurierte man die denkmalgeschützten Innenräume und baute in den Obergeschossen Wohnungen ein. Hinzu kamen ein Restaurant und ein Wellnessbereich in den historischen Badekammern des Gebäudesockels. Zum Betrieb gehört seit 2011 auch das «Limmathof Baden Hotel & Private Spa» am anderen Limmatufer, der weiterhin Hotelzimmer anbietet. Verbunden sind beide Teile durch den Mercier-Steg.

## Film und Fernsehen
Der Limmathof war mehrmals Schauplatz von Film- und Fernsehproduktionen. 1993 wurde im neobarocken Saal die Mordszene des Films Justiz von Hans W. Geißendörfer gedreht. 1999 diente der gleiche Saal als Kulisse für den Film Komiker von Markus Imboden. Schliesslich entstanden hier im Jahr 2015 Szenen für eine Folge der Krimiserie Der Bestatter.